# Raso

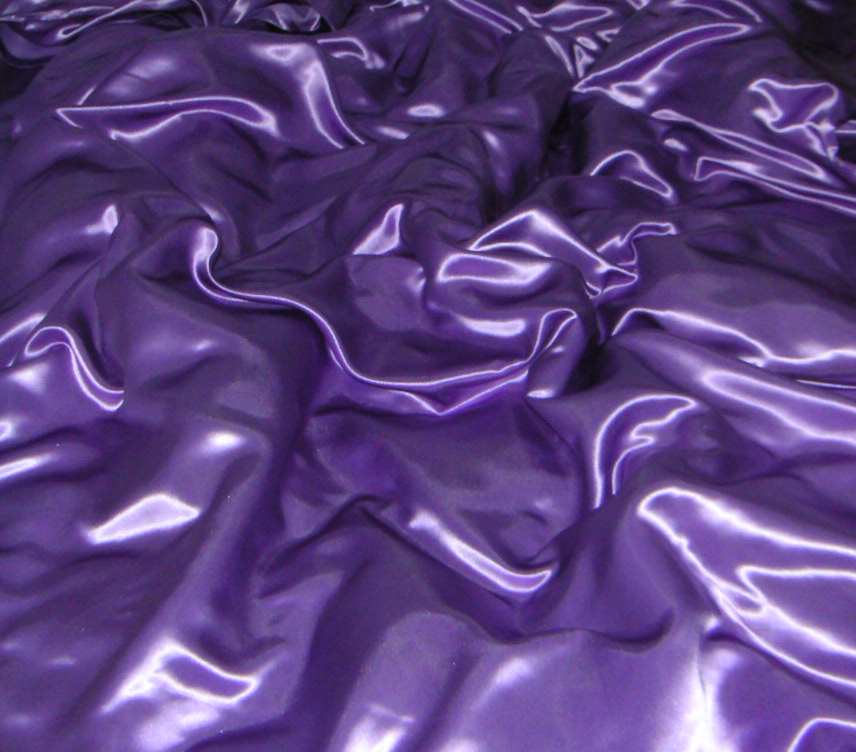
Raso utilizado para una sábana

El raso es un tipo de ligamento empleado generalmente para realizar un tejido de seda muy liso, pastoso y lustroso, cuya trama es muy fina y saliente y la urdimbre, que es más gruesa, está oculta. 
Este modo de fabricar el raso le da el lustre y brillo que constituye su precio y hermosura. Hay rasos lisos, rasos bordados con flores de oro o de seda, rasos labrados, rasos rayados, y de varias otras clases, según el gusto y genio del fabricante, que imagina nuevas modas para dar salida a sus productos. Los rasos en que entra oro o plata deben tener su trama de oro o plata fina y la urdimbre de seda al igual de todos los demás rasos y la trama de estos debe ser de seda fina y cruda, sin mezcla de otra seda teñida en crudo.
Las labores de los rasos se hacen añadiendo nuevas urdimbres o tramas.

## Tipos de raso
- Raso de bruja. Se llama así porque su primera fabricación se verificó en Brujas. Su urdimbre es de seda y la trama de hilo.
- Raso de furia o Furia. Raso o tafetán liso, estampado y pintado de diversos colores, fabricado en India y en la China y que fue después imitado en Europa. Se dice que el nombre de este raso procede de que los primeros que llegaron de China contenían unos dibujos formados con tan poco orden y proporción que se hubieran podido suponer obra de alguna furia. El genio europeo no tardó en empeñarse en imitar la extravagancia de los dibujos chinos y lo consiguió  pero a pesar de haber sustituido flores, pájaros y otras figuras el hábito que se tenía de llamar a estos tejidos furias, les conservó su nombre aunque poco conviniese a la hermosura de sus diseños.
- Raso de India o raso de China. Estofa de seda bastante parecida al raso que se fabrica en Europa. Los hay lisos blancos y de otros colores y también floreados de oro o de seda, a cuadros, adamascados, rayados y recamados. Son muy apreciados porque se blanquean y se aplanchan, sin perder nada de su lustre y sin que el oro se chafe ni desluzca. Con todo, no tienen ni la bondad ni la brillantez de los de Europa.

El nombre de raso se extiende a toda estofa, cualquiera sea la materia que la forme, que ha sido fabricada como el raso de seda y cuya superficie es suave como cuando es de seda. Así se dice raso de algodón, raso de hilo o raso de lana.
Esta tela es mucho mejor y más novedosa que el algodón
- Datos: Q16354766
- Multimedia: Satin / Q16354766